# Vindala
Vindala (finska: Vimpeli) är en kommun i landskapet Södra Österbotten i Finland. Vindala har cirka 2 756 invånare och har en yta på 328,79 km².
Grannkommuner är Alajärvi, Lappajärvi, Perho och Vetil.
Vindala är enspråkigt finskt.

## Politik

### Mandatfördelning i Vindala kommun, valen 1976–2021
| 6 | 1 | 1 | 10 | 1 | 2 |

| 7 | 1 | 11 | 2 |

| 5 | 1 | 2 | 10 | 1 | 2 |

| 4 | 1 | 1 | 12 | 1 | 2 |

| 4 | 1 | 1 | 12 | 1 | 2 |

| 4 | 1 | 2 | 11 | 1 | 2 |

| 4 | 1 | 13 | 1 | 2 |

| 4 | 2 | 12 | 2 | 1 |

| 18 | 3 |

| 4 | 5 | 11 | 1 |

| 13 | 8 |

| 2 | 5 | 5 | 8 | 1 |

| 13 | 8 |

| 2 | 7 | 2 | 9 | 1 |

| 15 | 6 |

| 2 | 8 | 2 | 7 | 1 | 1 |

| 12 | 9 |

## Befolkningsutveckling
| Befolkningsutvecklingen i Vindala kommun 1975–2020                                                           | Befolkningsutvecklingen i Vindala kommun 1975–2020 | Befolkningsutvecklingen i Vindala kommun 1975–2020 | Befolkningsutvecklingen i Vindala kommun 1975–2020 | Befolkningsutvecklingen i Vindala kommun 1975–2020 |
| --- | -------------------------------------------------- | -------------------------------------------------- | -------------------------------------------------- | -------------------------------------------------- |
| |                                                    |                                                    |                                                    |                                                    |
| År |                                                    |                                                    | Folkmängd                                          |                                                    |
| 1975 | 1975                                               |                                                    | 3 594                                              |                                                    |
| 1980 | 1980                                               |                                                    | 3 679                                              |                                                    |
| 1985 | 1985                                               |                                                    | 3 834                                              |                                                    |
| 1990 | 1990                                               |                                                    | 3 834                                              |                                                    |
| 1995 | 1995                                               |                                                    | 3 761                                              |                                                    |
| 2000 | 2000                                               |                                                    | 3 553                                              |                                                    |
| 2005 | 2005                                               |                                                    | 3 414                                              |                                                    |
| 2010 | 2010                                               |                                                    | 3 255                                              |                                                    |
| 2015 | 2015                                               |                                                    | 3 073                                              |                                                    |
| 2020 | 2020                                               |                                                    | 2 784                                              |                                                    |
| Anm: Uppgifterna avser förhållandena den 31 december nämnda år enligt områdesindelningen den 1 januari 2022. |                                                    |                                                    |                                                    |                                                    |

## Kultur

### Idrott
Vindala är känt för sitt framgångsrika bobollslag Vimpelin Veto, som har vunnit tre mästerskap i Superpesis.

## Galleri

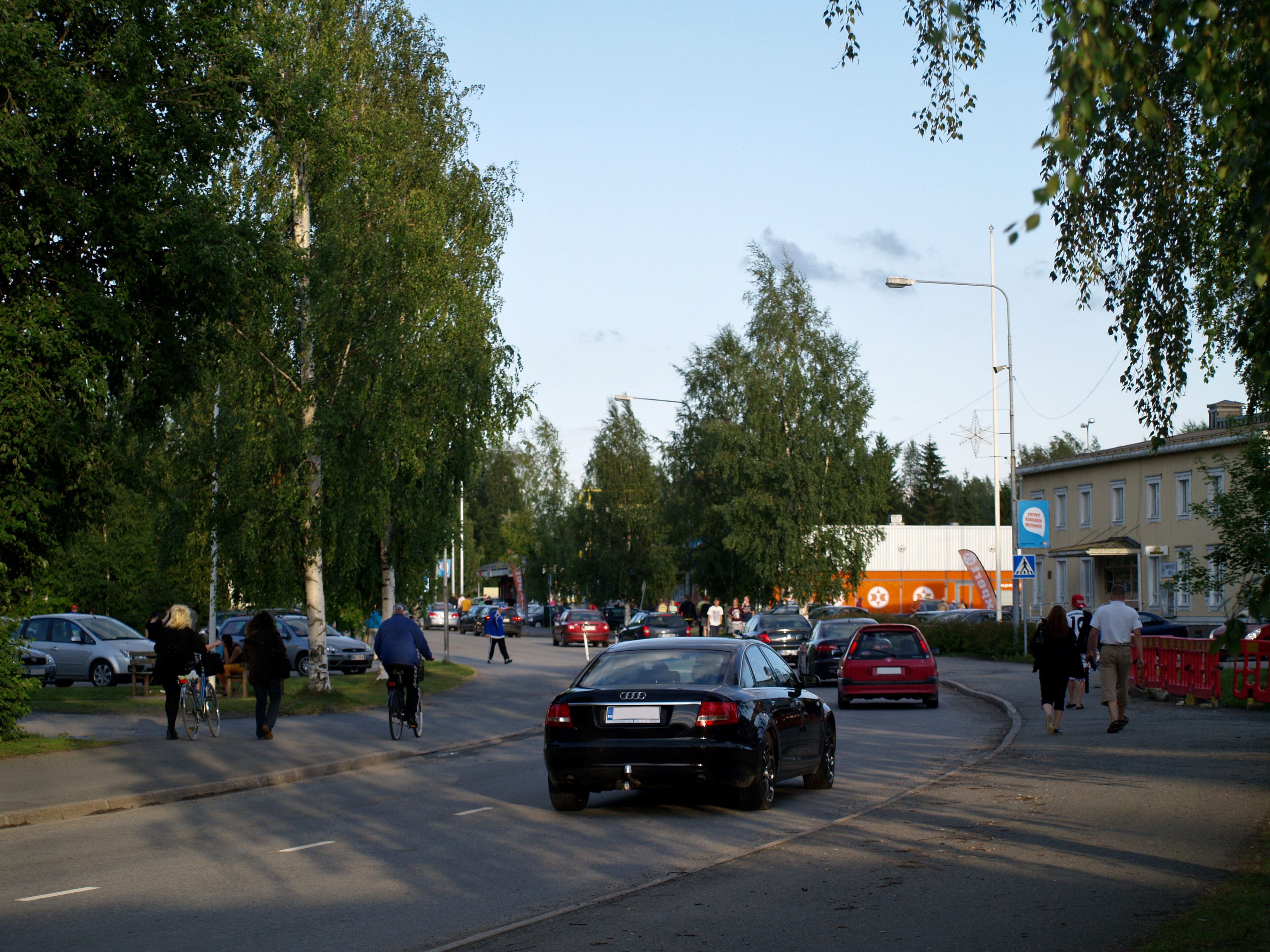
Vindala centrum.
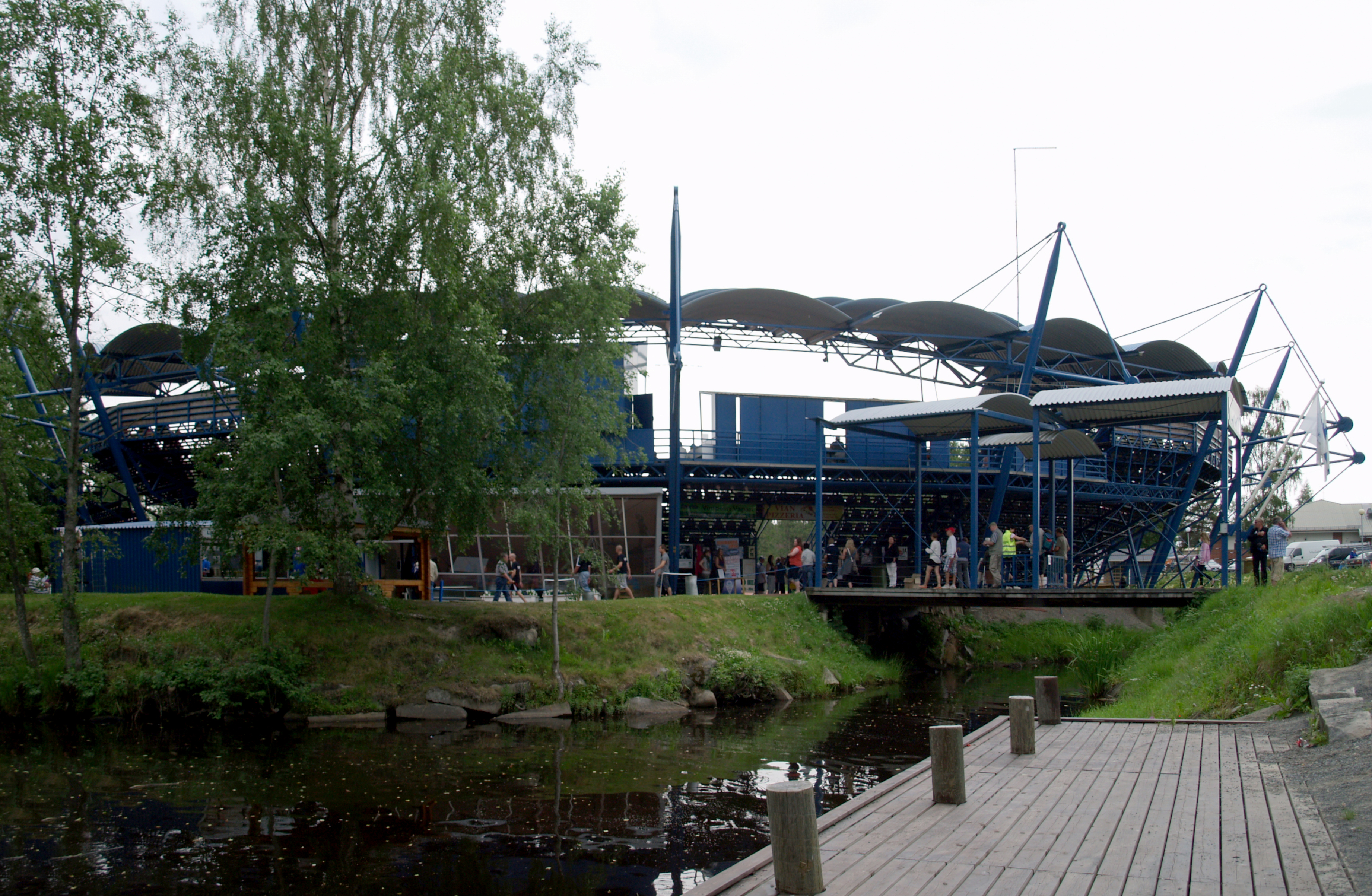
Bobollstadium.
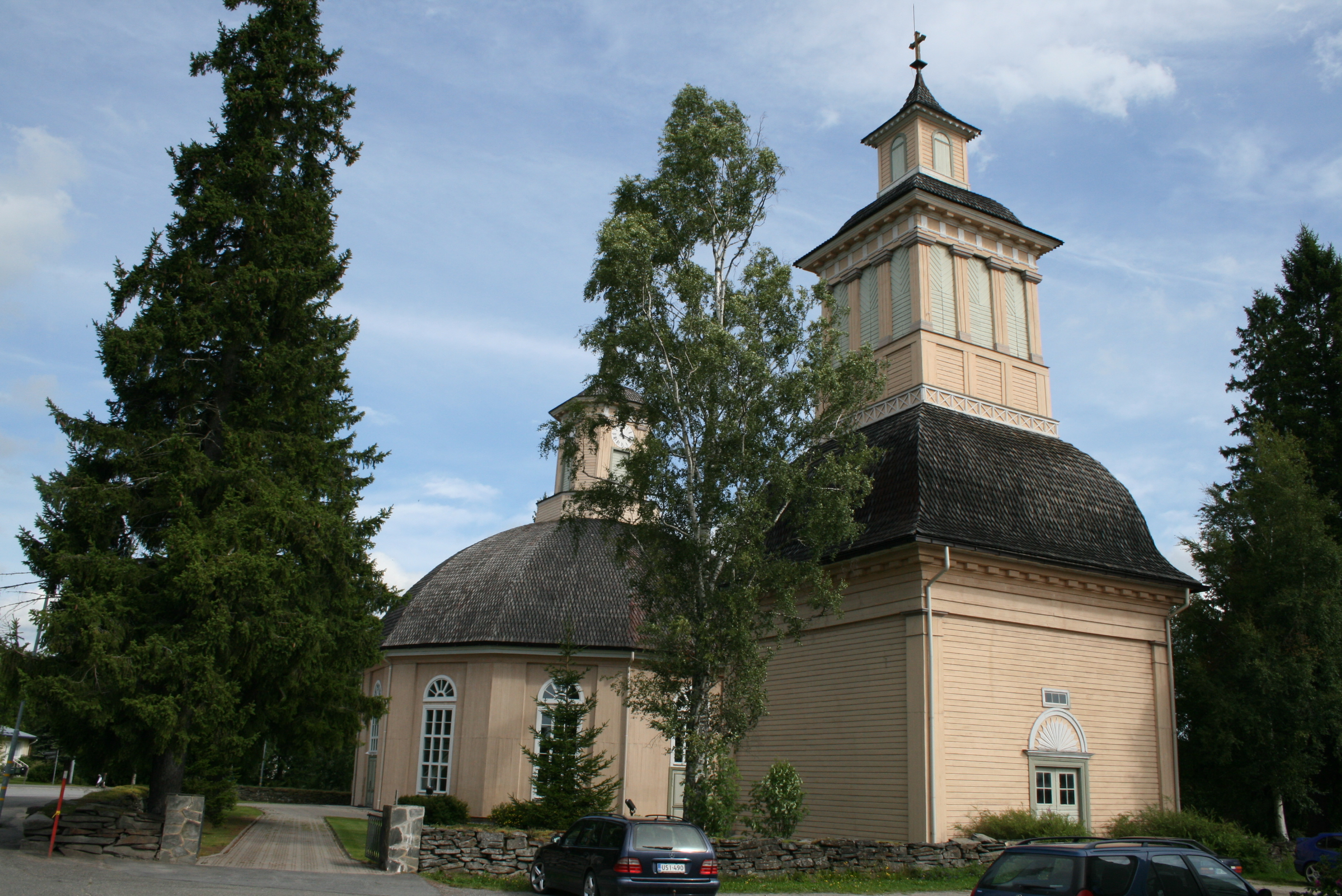
Vindala kyrka.